# Camerata de Tango
Camerata de Tango (también llamada Camerata Punta del Este o Camerata) fue un reconocido conjunto uruguayo de tango y nuevo tango de cámara (sin bandoneón), que además incorporó a su repertorio candombe y estándares de jazz o bossa nova, así como piezas barrocas.

## Historia
Camerata de Tango surge con la intención de fusionar la música culta con la popular. En su período clásico (1969 a 1984) tuvo dos etapas. La primera estuvo liderada por Manolo Guardia. Con él se grabaron cuatro discos de 1969 a 1975. Los discos combinan composiciones de Manolo Guardia con estándares de distintos géneros.
Chau Che (1969), el primer disco, es un álbum de tango y nuevo tango, con pasajes disonantes. Fue editado en Uruguay, Argentina, y posteriormente, en 1973, en Japón. En Camerata Café Concert abren el repertorio a otros géneros. En Tangueses graban dos tangos con letra de Milton Schinca. En Café Concert Vol. 2, el conjunto cambia el nombre a Camerata Punta del Este y participa Rubén Rada en dos composiciones suyas: “Chinga Chilinga” y “Pasatiempo”.
A mediados de los setenta Manolo Guardia se exilia en Venezuela y comienza una segunda etapa de Camerata sin él. Como Camerata Punta del Este, el resto del conjunto, también exiliado, graba tres discos en México, de 1979 a 1982. En estos tres discos continúan integrando estándares de distintos géneros y, en vez de composiciones de Manolo Guardia, graban composiciones de Luis Pasquet, el músico uruguayo que también había incursionado en el tango de cámara en su disco Tangos en rojo y en gris.
Durante este período el conjunto tuvo un amplio reconocimiento, como registra la contratapa del disco Gris Tango, que recoge artículos de prensa escritos en México, Brasil, Argentina y Uruguay.
En 1984, con la restauración de la democracia, los integrantes de Camerata regresaron a Uruguay, pero el conjunto pronto se disolvió, finalizando su período clásico. La Camerata se reagrupará en distintas ocasiones para proyectos puntuales.

## Integrantes
Esta lista incluye músicos que integraron Camerata de Tango en su período clásico.
Manolo Guardia: piano.
Carlos Vinitzki: violín.
Nelson Govea: violín.
Juan José Rodríguez: violín y viola.
Daniel Lasca: violín.
Vinicio Ascone: violoncello, contrabajo y bajo.
Federico García Vigil: contrabajo.
Moisés Lasca: violín y viola.
Fernando Rodríguez: violoncello.
Jorge Francis: flauta y piccolo.
Oscar Burgueño: batería.
Susana Fernández: piano.
María Vidal: voz en Tangueses.

## Discografía

### Álbumes de estudio
- Chau Che (Discos De la Planta KL 8308. 1970)

- Camerata Café Concert (Discos De la Planta KL 8328. 1973)

- Tangueses (RCA Victor LPUS 002. 1974)

- Café Concert Vol. 2 (RCA LPUS 007. 1975)

- Gris tango (AC Discos CE 1006. 1979)

- Camerateando (Foton LPF 051. 1982)

- Tangos of passion! (Fanfare 3573. 1996)

- Por la vuelta: New Tango, Milonga and Candombe (Testigo TT 10117. 1999)

### Álbumes en vivo
- En vivo (Foton LPF 042. 1981)

### Compilaciones
- Café Concert (Foton LPF 044. 1981) Disco doble, incluye grabaciones anteriormente editadas en los discos Camerata Café Concert, Tangueses y Café Concert Vol. 2.

- Treintangos (Sondor 8.110-2.1999)